# Lothar Metz
Lothar Metz (Meerane, 16 gennaio 1939 – Rostock, 23 gennaio 2021) è stato un lottatore tedesco, specializzato nella lotta greco-romana.

## Palmarès

### Olimpiadi
- 3 medaglie:
  - 1 oro (Città del Messico 1968 nei pesi medi[2])
  - 1 argento (Roma 1960 nei pesi medi[3])
  - 1 bronzo (Tokyo 1964 nei pesi medi[3])